# Nie spoczniemy
Nie spoczniemy (нем. Wir ziehen weiter, рус. Не успокоимся) — песня рок-группы Czerwone gitary, одна из наиболее известных её песен.

## История
Слова песни были написаны в 1970 году поэтессой Агнешкой Осецкой и в дальнейшем положены на музыку Северином Краевским для телепрограммы «Sentymenty», которую вела Осецкая. Изначально исполнителем должен был стать рок-музыкант Станислав Венглёж (Skaldowie, Budka Suflera), однако в последний момент по неизвестным причинам песню исполнил сам Краевский.
Песня быстро приобрела популярность в Польше и вошла в репертуар группы Czerwone gitary. Международную известность песне принесла в 1977 году телетрансляция международного фестиваля Sopot Interwizja '77, где «Nie spoczniemy» завоевала второе место.
В том же 1977 году по результатам опроса, проведённого молодежным журналом «Na Przełaj», композиция стала в Польше «песней года».
В 1979 году песня на польском языке была издана на диске «The best of Czerwone Gitary» и в дальнейшем входила в большинство сборников группы, в том числе «золотые коллекции» 1996 и 2000 года, а также изданный в 2002 году одноимённый диск.
В рамках XLIV Фестиваля польской песни в Ополе прошёл концерт песен Северина Краевского «Niebo z moich stron», на котором песню исполнила Марыля Родович.
В 2005 году была издана книга музыковеда Марека Гашинского «Czerwone Gitary. Nie spoczniemy…», посвященная творчеству группы, где автор указывает, что название этой песни как нельзя лучше отражает характер творчества группы и определяет её место в польской эстрадной музыке.

## На других языках
Текст песни на немецкий язык в 1978 году перевела Ингебург Бранонер, перевод под заглавием «Wir ziehen weiter» вошёл в изданный в ГДР фирмой Amiga альбом группы, названной на обложке также в немецком переводе — «Rote Gitarren».
В Советском Союзе широкая популярность песни «Nie spoczniemy» в оригинальном исполнении привела к появлению кавер-версий (варианты исполнения с оригинальным текстом на польском языке Эдитой Пьехой и Софией Ротару в сопровождении ВИА «Червона рута») и ремейков, в частности ВИА «Красные маки» в переводе поэта-песенника И. В. Кохановского.
Песня была популярна и в других странах бывшего социалистического лагеря, например, в исполнении чехословацкой певицы Гелены Вондрачковой.